# Antonio Rodríguez Salvador
Antonio Rodríguez Salvador (Taguasco, Cuba, 22 de diciembre de 1960) es poeta, narrador, dramaturgo y ensayista. Economista de formación universitaria, profesor adjunto de Redacción y Estilo en la Universidad José Martí, y de Dramaturgia en la Universidad Pedagógica Silverio Blanco, de Sancti Spíritus. Es considerado una de las voces sobresalientes de la actual narrativa latinoamericana

## Datos biográficos
Nació el 22 de diciembre de 1960 en Taguasco, provincia de Sancti Spíritus, Cuba. Su padre, Joaquín Antonio Rodríguez Castro, también fue escritor, y su obra, que mereció el reconocimiento de la crítica, fue recogida en el libro de poemas Flor de campanillas, publicado en 1950, y en diversas antologías, entre estas la de 200 años del soneto en Cuba.
Cursó sus estudios secundarios y preuniversitarios en una escuela militar, y en 1983 se graduó de Licenciado en Economía por la Universidad Central de Las Villas. Se destacó en el deporte: fue campeón nacional universitario de ajedrez en 1979, y obtuvo el mejor resultado para un primer tablero en el campeonato nacional de primera categoría de ajedrez postal en 1985.
Desde 1987 hasta 1995, fue director económico del más importante combinado papelero de Cuba, y en 1990 realizó tareas comerciales en la Unión Soviética.
De 1995 hasta 1997 ejerció importantes funciones en el primer nivel de dirección de la Unión del Papel en Cuba, hasta que en ese último año su novela Rolandos fue premiada en dos concursos convocados en España y entonces decidió abandonar la carrera de economía y dedicarse por entero a la literatura. 
Es miembro de la Unión de Escritores y Artistas de Cuba desde el año 1993.
De 1999 hasta el año 2002 fue director de la Editorial Luminaria
En el año 2000 fue distinguido con la condición de Personalidad de la Cultura, y en el año 2005 fue reconocido como Miembro Ilustre de la Asociación Hermanos Saiz, organización que agrupa a los escritores y artistas jóvenes de Cuba. En 1997 recibió el escudo de la ciudad de Rojales, Alicante, España.
Varias de sus obras han sido objeto de estudio en importantes universidades de España Francia, Estados Unidos, Canadá, Alemania, y Cuba, entre otras.
Actualmente reside en Jatibonico, Sancti Spíritus, Cuba.

## Evaluación literaria
Dueño de una limpieza lingüística que resume en el ámbito de la prosa sus conquistas poéticas y un hálito mítico al incursionar (valorativa, incisivamente) en la realidad, su narrativa propone variantes interesantes dentro de la tendencia de la fabulación, maduras en tanto significan la consolidación de un “modus operandi” bien personalizado en torno a ciertas zonas temáticas abordadas por otros creadores de esta tendencia. El absurdo es visto como un detalle más de la vida “real” que transcurre dentro de la obra, en estrecha interdependencia con un modo filosófico-burlesco de asumir esa vida; no aparece como un dato de asombro o estupefacción o miedo (característica bastante común en otros cultivadores de esta modalidad) sino como parte de ese todo que se narra en igualdad de condiciones.

## Obra
Ha publicado los siguientes libros:
- Oficio de caminante (poesía) Editorial Capitán San Luis, La Habana, 1991.
- Quiero que me dasanudes (poesía) Editorial Luminaria, Sancti Spíritus, 1992
- En un sombrero de mago (poesía) Editorial Luminaria, Sancti Spíritus, 1993.
- Hágase un solitario (cuento) Premio Fundación de la Ciudad de Santa Clara. Editorial Capiro, Santa Clara, 1996
- Rolandos (novela) (Premio Internacional de Novela  “Salvador García Aguilar”, Rojales, Alicante, España. Olalla Ediciones, Madrid, 1997; Editorial Letras Cubanas, La Habana, 1998; Editorial Caminho, Lisboa, 2000. Editorial Luminaria, Sancti Spíritus, Cuba, 2014.
- Sueño a cuatro manos (novela) Editorial Globo, Tenerife, 2002.
- Espejo del solitario (poesía) Editorial Luminaria, Sancti Spíritus, 2002.
- Pato de bodas (teatro para niños) Editorial Luminaria, Sancti Spíritus, 2005.
- La fiera disecada (ensayo) Editorial Luminaria, Sancti Spíritus, 2010
- La condición del espejo (novela) Editorial Guantanamera, Lantia Publishing, SL.Sevilla, España, 2017.

Obras suyas aparecen recogidas en numerosas antologías publicadas en diversos países. Las más representativas son: 
- Líneas aéreas Narradores latinoamericanos. Editorial Lengua de Trapo, Madrid, 1999.
- De Cuba te cuento Narradores cubanos. Editorial Plaza Mayor, Puerto Rico, 2002.
- Esta cárcel de aire puro. Panorama de la décima cubana siglo XX. Casa Editora Abril. La Habana, 2010

Otras antologías son:
- Mis barcos nuevamente (narrativa) Escritores espirituanos varios. Editorial Luminaria, Sancti Spíritus, 1994.
- Anuario de Poesía (poesía) Editorial Unión, La Habana, 1994.
- Toda luz y toda mía (poesía) decimistas espirituanos. Editorial Luminaria. Sancti Spíritus, 1995.
- Poetas del mediodía (poesía) Decimistas cubanos. Editorial Sanlope, Las Tunas, 1995.
- Líneas aéreas (cuento) Narradores latinoamericanos. Editorial Lengua de Trapo, Madrid, 1999.
- Poetas de nuestras tierras (poesía) Decimistas cubanos y canarios. Editorial Centro de la Cultura Popular Canaria, Tenerife, 2000.
- Todo el amor en décimas (poesía) Decimistas espirituanos. Editorial Benchomo, Tenerife, 2001.
- Que caí bajo la noche (poesía) 200 años de décima erótica en Cuba. Editorial Ávila, Ciego de Ávila, 2004.
- Una mirada (poesía) Poetas cubanos contemporáneos. Editorial Luminaria, Sancti Spíritus, Cuba, 2005
- Abrir ciertas ventanas (cuento) narradores espirituanos. Editorial Luminaria, Sancti Spíritus, 2006.
- La irreverencia, y otros minicuentos (cuentos) Narradores cubanos. Editorial Caja China y Editorial Luminaria, La Habana y Sancti Spíritus, Cuba, 2006.
- Por los extraños pueblos (crónica) Crónicas de pueblos cubanos. Editorial Unión, La Habana, 2009.
- He visto pasar los trenes (cuento) Editorial Letras Cubanas, La Habana, 2012
- Para llegar hasta ti. Décimas de amor cubanas. Casa Editora Abril. La Habana 2015.
- Toda luz. Antología de la décima espirtuana. Ediciones Luminaria, Sancti Spíritus, 2016
- Decimerón. Antología de la décima erótico-humorística cubana, Editorial Capiro, Santa Clara, 2017

Sus crónicas artículos y ensayos, algunos de ellos premiados en importantes concursos, aparecen publicados regularmente en su Columna de Autor Fe de erratas de CubaLiteraria, el Portal de la Literatura Cubana. Algunos de ellos también han sido traducidos al inglés, francés, alemán, italiano, portugués, croata y griego.